# Corb capbrú
El corb capbrú (Corvus fuscicapillus) és un ocell de la família dels còrvids (Corvidae).

## Hàbitat i distribució
Habita els boscos fins als 500 m, a les illes Aru i oest de les illes Raja Ampat de Waigeo i Gemien. També al nord-oest de Nova Guinea.